# South Molton
Pour l’article homonyme, voir North Molton.
South Molton est une ville et une paroisse civile du Devon, située dans le sud-ouest de l'Angleterre.

## Géographie
Elle est située dans la circonscription North Devon.

## Histoire
Le HMS Eggesford (L15) est parrainé par la communauté civile de South Molton pendant la campagne nationale du Warship Week (semaine des navires de guerre) en mars 1942. Il est un destroyer d'escorte de classe Hunt de type III construit pour la Royal Navy.

## Jumelage
- Livarot (France) depuis 1975

## Personnalités liées
- Bertie Hill (1927-2005), cavalier britannique de concours complet, y est mort.